# 高级扩展图形阵列
高级扩展图形阵列（Super eXtended Graphics Array，缩写：SXGA）。一个分辨率为1280x1024的“既成事实”显示标准，每个像素用32比特表示（本色）。这种被广泛采用的显示标准的纵横比是5:4而不是常见的4:3。